# Polgué
Polgué (ou Polgue, Polge, Polke) est un village du Cameroun situé dans la région de l'Extrême-Nord, le département du Mayo-Danay, l'arrondissement de Gobo et le canton de Mousey, à proximité de la frontière avec le Tchad. 

## Population
En 1967, la localité comptait 839 habitants, principalement des Moussey et disposait d'une mission protestante.
Lors du recensement de 2005, on y a dénombré 4 253 personnes  dont 2 075 hommes et 2 178 femmes.